# Kark
Kark – tylna część szyi znajdująca się między głową a grzbietem. 

U niektórych ssaków, na przykład kotów, pod wpływem nacisku na kark zachodzi chwilowe zahamowanie ich aktywności ruchowej (PIBI), co pozwala matce na przenoszenie młodych chwytem zębami za kark. Istnieją badania na podstawie których stwierdzono, że spięcie skóry na karku dorosłego kota za pomocą spinacza może działać uspokajająco, jednak jest to kwestia indywidualna dla każdego osobnika i nie u każdego ten odruch zachodzi. 

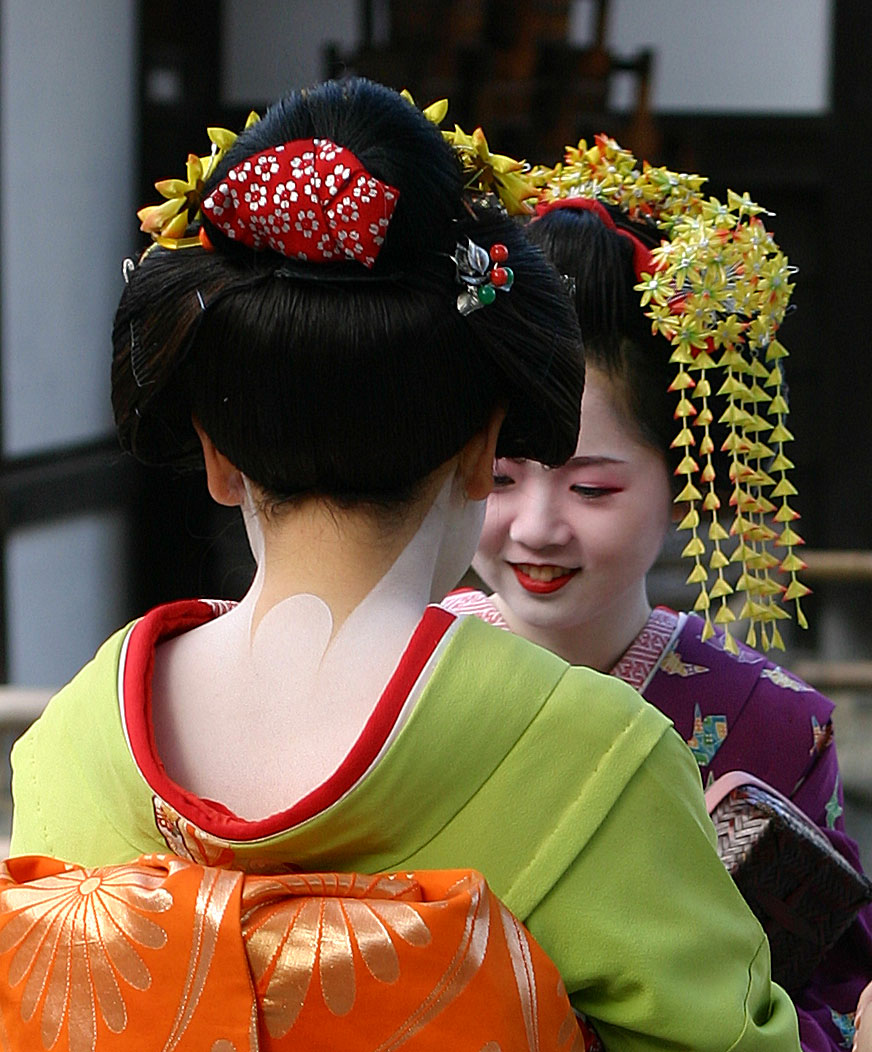
Odsłonięty kark gejszy

## Kultura
W kulturze japońskiej kark był jednym z nielicznych obszarów ciała (obok twarzy i dłoni), które w kobiecym stroju pozostawały odkryte; był on w tej kulturze traktowany jako strefa erotyczna, tylko częściowo przykryta oshiroi.